# 群馬県立板倉高等学校
群馬県立板倉高等学校（ぐんまけんりつ いたくらこうとうがっこう）は、群馬県邑楽郡板倉町にある公立高等学校。普通科を設置している。略称は『板高』（いたこう）。

## 概要
群馬県内の高等学校で最も東に所在する1951年創立の伝統校。一学年の定員は80名（男女共学）である。

## 沿革
- 1951年4月1日 - 群馬県立館林高等学校伊奈良分校として設立許可。昼間定時制男女共学定員50名。
- 1955年4月1日 - 群馬県立館林高等学校板倉分校と改称（町村合併による）。
- 1968年4月1日 - 群馬県立板倉高等学校として独立認可。
- 2008年4月1日 - 群馬県教育委員会から「ぐんまチャレンジ・ハイスクール」として第1号の指定を受ける。

## 校歌
- 作詞者：薩摩忠
- 作曲者：奥村一

## 校章
学問の神様菅原道真公が祀られている高鳥天満宮が板倉町内にある。道真公が遠く筑紫に配流されるにあたって庭前の梅の花を見ての歌「東風吹かば匂ひおこせよ梅の花主なしとて春を忘るな」にあるように、道真公は梅をこよなく愛したことから、境内には梅が数多く植えられている。このことから天満宮・天神様は梅が社殿のシンボルともなっている。それに因み校章は梅花と板倉町章に『高』の文字を配している。

## 学校行事
- 体育祭 - 毎年秋にクラス対抗で行われる。
- 大藺祭（文化祭）- 3年に一度開催される文化祭。
- 史跡めぐり - 板倉町にある史跡を歩いて巡り地域の歴史について学習する。東コース、北コース、南コースの３コースがあり、3年間で全てのコースを歩く。
- 修学旅行（2学年） - 3泊4日で沖縄に行き歴史と文化を学習する。
- 予餞会 - 生徒会を中心として企画運営がなされる。

## 部活動
- 野球部 - ここ数年は大会不出場が続いているが、昭和60年の県夏季大会では前橋育英高等学校を4-3で下すなどして3回戦まで進出したこともある。
- サッカー部
- バスケットボール部
- バレーボール部
- ボクシング部
- 登山部
- バドミントン部
- 硬式テニス部
- 軟式テニス部
- 柔道部
- 卓球部
- 吹奏楽部
- 軽音楽部
- JRC部
- 美術部
- 演劇部
- 手芸同好会
- パソコン同好会
- ソフトボール同好会

## その他
- 東洋大学生命科学部板倉キャンパスから本校に毎年1名、推薦が来ており、それを利用して進学する生徒もいる。
- 館高分校時代は、月謝集金袋に『分校』の“分”の字が円で囲まれている印刷がされていたため分校生徒は自分達のことを“マルブン”と卑下していた。

## 交通
- 広域公共路線バス館林板倉線『板倉高校前』下車。

## 著名な出身者
- 長嶋健吾 - プロボクシングWBC世界スーパーフェザー級王座決定戦出場者